# Beverly Perdue
Beverly Perdue, född 14 januari 1947 i Grundy, Virginia, är en amerikansk demokratisk politiker. Hon var den första kvinnliga guvernören i delstaten North Carolinas historia 10 januari 2009–5 januari 2013.
Perdue avlade sin kandidatexamen vid University of Kentucky. Hon avlade sedan sin master och doktorsexamen vid University of Florida.
Perdue var viceguvernör i North Carolina 2001-2009. Hon besegrade republikanen Pat McCrory i guvernörsvalet 2008.
Perdue är gift med Bob Eaves. Hon har två vuxna söner, Garrett och Emmett, från ett tidigare äktenskap.